# Джрбашян, Рубен Тигранович
Рубе́н Тигра́нович Джрбашя́н (арм. Ռուբեն Տիգրանի Ջրբաշյան; 13 декабря 1934) — советский и армянский учёный в области геологии и вулканологии, доктор геолого-минералогических наук (1990), профессор (1996), действительный член Академии наук Армении (1996). Директор Института геологических наук НАН РА (1993—2006). Один из основателей армянской научной школы археовулканологии.

## Биография
Родился 13 декабря 1934 года в Ереване, Армянской ССР в семье профессора Ереванского университета Т. А. Джрбашяна, репрессированного в 1937 году и ставший жертвой сталинских репрессий.
С 1952 по 1957 год окончил геологический факультет Ереванского государственного университета, с 1957 по 1960 год обучался в аспирантуре этого университета.
С 1960 года на научно-исследовательской работе в Институте геологических наук АН Армянской ССР — НАН Армении в качестве научного и старшего научного сотрудника, с 1989 по 1991 год — заведующий отделом вулканологии, с 1991 по 1993 год — заместитель директора по научной работе, с 1993 по 2006 год — директор этого института, с 2006 года — советник директора и заведующий отделом региональной геологии и вулканологии.
С 1996 года одновременно с научной занимался и педагогической работой в Ереванском государственном университете в качестве профессора геологического факультета.

### Научно-педагогическая деятельность и вклад в науку
Основная научно-педагогическая деятельность Р. Т. Джрбашяна была связана с вопросами в области геодинамики, вулканологии и геофизики, занимался исследованиями в области инженерной сейсмологии и региональной геологии. Р. Т. Джрбашян является одним из основателей армянской научной школы археовулканологии. Р. Т. Джрбашян является — председателем Геологического общества Армении, членом РАЕН и Международной ассоциации по вулканологии и химии (англ. International Association of Volcanology and Chemistry of the Earth’s Interior, IAVCEI).
В 1964 году защитил кандидатскую диссертацию по теме: «Палеогеновый вулканизм Базумского хребта», в 1990 году защитил докторскую диссертацию на соискание учёной степени доктор геолого-минералогических наук по теме: «Палеогеновые вулканические пояса зоны замыкания океана Тетис : Малый Кавказ». В 1996 году ему присвоено учёное звание профессор. В 1996 году он был избран действительным членом НАН Армении. Р. Т. Джрбашяном было написано более ста научных работ в том числе монографий.

## Награды
- Заслуженный деятель науки Республики Армения (2012)[4]
- Международная научная премия имени Виктора Амбарцумяна[2]